# Eugenia grisiana
Eugenia grisiana är en myrtenväxtart som beskrevs av André Guillaumin. Eugenia grisiana ingår i släktet Eugenia och familjen myrtenväxter.
Artens utbredningsområde är Nya Kaledonien. Inga underarter finns listade i Catalogue of Life.